# Karuta Kabuto
Der Karuta Kobuto, auch Karuta Tatami Kobuto, ist ein Helm, der von japanischen Samurai zu ihrer Rüstung (Yoroi) getragen wurde.

## Beschreibung
Der Karuta Kabuto besteht aus Eisen. Die Kalotte ist aus rechteckigen Platten hergestellt, wobei es verschiedene Versionen gibt, die sich in der Größe und Form der Platten unterscheiden. Die Platten sind mit Kettenpanzerung untereinander verbunden. Diese Anordnung sorgt dafür, dass die Konstruktion des Helmes leichter als volle Plattenhelme ist und ermöglicht es, den Helm zum Transport zusammenzufalten. Die Eisenplatten sind meist lackiert, was sie vor Nässe schützt sowie der Dekoration dient. Der Karuta Kabuto wurde von Samurai niederen Ranges getragen.